# Benjamín Rojas
Benjamín Rojas Pessi (ur. 16 kwietnia 1985 w La Placie) – argentyński aktor filmowy i telewizyjny, piosenkarz, kompozytor i model.
Należał do zespołu Erreway (2002–2005, 2007−2010).

## Życiorys
Urodził się w La Plata, w prowincji Buenos Aires, jako najmłodsze z czworga dzieci Rosalindy Pessi i Juana Carlosa Rojasa. Ma dwóch braci, Carlosa Marię i Juana Luisa oraz siostrę Milagros. Uczęszczał do Gimnasia La Plata i grał w tamtejszej drużynie rugby.
W 1998, gdy miał 12 lat porzucił karierę sportową i został obsadzony jako Yago w telenoweli Chiquititas. W telenoweli Rebelde Way (2002–2003) zagrał postać Pablo Bustamante. W 2008 na scenie wcielił się w postać Mowgliego w spektaklu Księga dżungli według Rudyarda Kiplinga. W sitcomie Disney Channel Jake i Blake (2009–2010) zagrał dwie postacie tytułowe.
W 2011 związał się z producentką telewizyjną Martiną Sánchez Acosta. Mają córkę Ritę (ur. 21 grudnia 2018).

## Filmografia

### Filmy
- 2001: Chiquititas: Rincón de luz jako Bautista Arce
- 2004: 4 Caminos jako Pablo Bustamante
- 2008: Kluge jako Lautaro
- 2008: La leyenda jako Lucas Vallejos
- 2009: Horizontal/Vertical jako Juan
- 2012: La noche del Chiguagua jako Alejandro

### Seriale TV
- 1999–2001: Chiquititas jako Bautista Arce
- 2002–2003: Rebelde Way jako Pablo Bustamante
- 2004–2005: Floricienta jako
- 2006: Dusza piracka (Alma Pirata) jako Cruz Navarro
- 2007–2009: Casi Ángeles jako Cacho
- 2009: Jake i Blake (Jake & Blake) jako Jake Valley/Blake Hill
- 2011: Cuando me sonreís jako Juanse
- 2013: Solamente vos jako Federico